# Laura Heredia
Laura Heredia Vives (Barcellona, 31 gennaio 2000) è una pentatleta spagnola.

## Biografia
Si è messa in mostra ai Giochi olimpici giovanili di Buenos Aires 2018 dove si è classificata sesta nella prova individuale. Nella squadra mista ha vinto il bronzo gareggiando con il polacco Kamil Kasperczak.
Ai III Giochi europei di Cracovia 2023 ha vinto l'argento nell'individuale, terminando la gara alle spalle dell'italiana Alice Sotero. Il risultato ha consentito alla nazionale spagnola di ottenere una carta olimpica per i Giochi olimpici estivi di Parigi 2024.

## Palmarès

### Per la Spagna
- Giochi europei

Cracovia 2023: argento nell'individuale;

### Per la Squadra mista
- Giochi olimpici giovanili

Buenos Aires 2018: bronzo nella squadra mista